# Aspera Hiems Symfonia
Aspera Hiems Symfonia es el álbum debut de la banda noruega de black metal Arcturus. Cuatro canciones son versiones que volvieron a grabar del (EP) Constellation y las otras cuatro son nuevas. Es el único álbum de black metal que Arcturus grabó, aunque contiene elementos experimentales, sus futuras grabaciones se convirtieron en avant-garde metal y metal progresivo.  
La música lleva un tempo relativamente lento, es atmosférica y mucho más moderada en carácter y en contenido lírico comparada con bandas como Mayhem y Darkthone. Los temas líricos giran en torno a la naturaleza, el invierno, la astronomía, la cultura y mitología vikinga.
En el 2002, el álbum fue remasterizado junto a los lanzamientos “Constellation” (EP) y “My Angel” (EP), y lo denominaron “Aspera Hiems Symfonia/Constellation/My Angel”. La remasterización contiene un sonido considerablemente más fuerte y claro que el encontrado en el lanzamiento original,  los elementos de baja frecuencia que no podían ser distinguidos en el primer lanzamiento ahora son audibles en la remasterización.  No obstante que Arcturus indique que nada del material fue regrabado, algunas vocalizaciones e instrumentaciones son considerablemente más claras, como el solo en el comienzo de la canción “The Bodkin and the Quitus” y la voz en “Wintry Grey”. 

## Listado de canciones
1. "To Thou who dwellest in the Night" – 6:46
2. "Wintry Grey" – 4:34
3. "Whence & wither goest the Wind" – 5:15
4. "Raudt og Svart" (Red and Black) – 5:49
5. "The Bodkin & the Quietus (...To reach the Stars)" – 4:36
6. "Du Nordavind" (Thou Northwind) – 4:00
7. "Fall of Man" – 6:06
8. "Naar Kulda tar (Frostnettenes Prolog)" (When the Cold Takes (The Prologue of the Frostnights)) – 4:21

## Créditos
- Garm - Voz
- Carl August Tidemann - Guitarras
- Skoll - Bajo
- Steinar Sverd Johnsen - Teclado
- Hellhammer - Batería
- Kristian Romsøe - mixing
- Craig Morris - mastering

- Datos: Q1758401